# Liste der Bischöfe von Whitby
Die Liste der Bischöfe von Whitby umfasst die Suffraganbischöfe der Church of England des Erzbistums York in der Kirchenprovinz York. Der Titel wurde nach der Kleinstadt Whitby benannt.
| Von  | Bis       | Name                                          | Anmerkungen                                                  |
| ---- | --------- | --------------------------------------------- | ------------------------------------------------------------ |
| 1923 | 1939      | Henry Woollcombe                              | (1869–1941). Anschließend Bischof von Selby.                 |
| 1939 | 1947      | Harold Hubbard                                | (1883–1953).                                                 |
| 1947 | 1954      | Walter Baddeley                               | (1894–1960). Anschließend Bischof von Blackburn.             |
| 1954 | 1961      | Philip Wheeldon                               | (1913–1992). Anschließend Bischof von Kimberley und Kuruman. |
| 1961 | 1972      | George Snow                                   | (1907–1991).                                                 |
| 1972 | 1975      | John Yates                                    | (1925–2008). Anschließend Bischof von Gloucester.            |
| 1976 | 1983      | Clifford Barker                               | (* 1926). Anschließend Bischof von Selby                     |
| 1983 | 1999      | Gordon Bates                                  | (* 1934).                                                    |
| 1999 | 2008      | Robert Ladds Society of the Holy Cross (SSC)  | (* 1941).                                                    |
| 2010 | 2012      | Martin Warner Society of the Holy Cross (SSC) | (* 1958). Anschließend Bischof von Chichester.               |
| 2014 | 2024      | Paul Ferguson                                 | vorher Erzdiakon von Cleveland.                              |
| 2024 | Gegenwart | Barry Hill                                    | .                                                            |